# David Brooks (novinář)
David Brooks (* 11. srpna 1961) je americký fejetonista, novinář a vědec.
Narodil se Kanadě, ačkoli oba jeho rodiče byli původem Američané. Jeho rodina se přestěhovala do Ameriky, když mu bylo dvanáct let. Již od začátků na vysoké škole se zapojoval do školních deníků svými satirickými články.

## Profesní život
Po dokončení školy v oboru historie na University of Chicago se díky svým výstřednostem dostal do hledáčku Williama F. Buckleyho Jr., který ho dostal do jiných kruhů společnosti a Brooks si tak získal jméno. Dále se objevil v několika vážených denících, jako jsou Chicago Sun Times, Washington Post, Wall Street Journal nebo New York Times.
David Brooks byl redaktorem již zaniklého magazínu The Weekly Standard a byl též přispívajícím autorem Newsweek a The NewsHour s Johnem Lehrerem. Jeho články jsou také přijímány v již zmiňovaných New York Times, The Washington Post a dále v The New Yorker, SmartMoney, The New Republic, Commentary a dalších.

## Knižní tvorba
V roce 2000 vydal svou první knihu Bobos in Paradise: the New Upper Class and How They Got There (v českém překladu Bobos: Nová americká elita a její styl), která probudila velký zájem veřejnosti. Je autorem pojmu bobo. V roce 2004 následovala druhá kniha On Paradise Drive: How We Live Now (And Always Have) in the Future Tense, která ale nebyla tak dobře ohodnocena. Dále pak The Social Animal: The Hidden Sources of Love, Character, and Achievement (český překlad: Sociální zvíře: Skryté zdroje lásky, charakteru a úspěchu) (2011) a jeho nejnovější The Road to Character (český překlad: Cesta k charakteru) (2015). Sám autor se díky svým článkům a komentářům často zapojuje do politického života v Americe.